# Microsoft Points
 (avril 2020).
Si vous disposez d'ouvrages ou d'articles de référence ou si vous connaissez des sites web de qualité traitant du thème abordé ici, merci de compléter l'article en donnant les références utiles à sa vérifiabilité et en les liant à la section « Notes et références ».
Les points Microsoft (ou MS Points) étaient une monnaie scripturale de Microsoft utilisable sur le Xbox Live Marketplace et dans les boutiques Zune.

## Valeur unitaire dans le monde
| Région           | Valeur unitaire |
| ---------------- | --------------- |
| Microsoft Points | 100             |
| Australie        | 1,65 $AU        |
| Canada           | 1,55 $CA        |
| États-Unis       | 1,25 $          |
| Europe           | 1,20 €          |
| Japon            | 148 ¥           |
| Royaume-Uni      | 0,85 £          |
| Suède            | 11,50 SEK       |
| Suisse           | 1,60 CHF        |

Les points Microsoft sont vendus dans la devise locale de chaque pays. Le prix officiel d'un point diffère en fonction du pays, ainsi dans certains pays un point Microsoft coûte plus cher que dans d'autres en prenant comme référence le prix d'un point en dollars américains. Par exemple au 1er août 2009, 1 € = 1,42 $, le prix de 100 points Microsoft convertis du dollar américain à l'euro devrait donc être de 0,87 €, or il est de 1,20 € ce qui représente une hausse de plus de 30 % par rapport au prix américain.
Cependant, depuis une mise à jour faite le 26 août 2013, les points ont disparu et ont laissé place à l'euro.